# 沈祖海
沈祖海（1926年8月8日—2005年6月18日），原名海戈，英文名Haigo。臺灣建築師，祖籍福建福州，是沈葆楨的五代孫，父親沈覲冕，陳寶璐為其外祖父；出生於上海，1948年畢業於上海聖約翰大學建築學系，後又曾到美國伊利諾大學及密西根大學深造。

沈祖海大學畢業後任職於上海大陸工程公司，隨大陸公司1949年奉派來台灣工作。後來沈轉任聯勤總部，因擅長英語溝通，自1952年便擔任美軍顧問團顧問工程師長達10年。在此期間沈祖海通過建築師考試取得執照。1958年沈祖海成立建築師事務所，初期接受美軍委託不少後勤工程設計，為符合美軍的標準也提升了設計的水準。由於深受國內外業主的信任，1960年代沈祖海建築師事務所已經是台灣最大規模的建築師事務所了。

沈祖海是森海國際工程顧問股份有限公司與沈祖海聯合建築師事務所的創辦人，基泰建設創辦人等，曾任台北市建築師公會第一任理事長。沈祖海曾在台灣的四十多年之間，以多項知名建築創下不少奇蹟，並獲得不少建築相關榮譽。包含台北世界貿易中心、台北國際會議中心、嘉新大樓（與甘洛、張肇康共同設計）、台北松山機場、海關大樓、國際學生中心、台北希爾頓大飯店（今台北凱撒大飯店）、第一代台視大樓、台視東翼大樓、台視西翼大樓、華視電視製作大樓（與高而潘、丁達民共同設計）、廣播電視大廈、證券期貨大樓、中建大樓、中興紡織總部(今兆豐金控總部大樓)、國立臺灣大學新總圖書館，都出自於該事務所之設計。
1967年4月30日榮獲第一屆建築金鼎獎(同屆獲獎的還有林慶豐、王大閎、陳其寬、陳仁和、修澤蘭、楊卓成。)
1997年榮獲內政部頒發第三屆中華民國傑出建築師獎規劃設計貢獻獎。
2005年6月，沈祖海旗下的建築事務所在上海成立分公司後，同月的18日，因心肌梗塞，在上海同濟大學進行完最後一場公開演說後，於自己上海的宅邸內辭世，享壽79歲，而他的辭世，也給建築界一大震撼，被當代建築界視為一大損失。

## 建築作品
- 1962年 民生社區聯合新村
- 1962年 台視大樓第一期
- 1963年 光復新村
- 1963年 台大醫院外科講堂
- 1964年 山仔后美軍宿舍
- 1965年高雄市聖公會聖保羅堂(與陳其寬共同設計)
- 1966年台灣聖公會士林牧愛堂
- 1967年 嘉新大樓（與香港Eric Cumine 甘洺、張肇康共同設計）
- 1968年 高雄加工出口區女子宿舍[7]
- 1968年 台北市南機場整建住宅第二期[8]
- 1968年 再保大樓
- 1968年 國立台灣大學文學院講堂及研究室
- 1970年 中建大樓(台北市中山北路二段)
- 1971年 台北松山機場(與王大閎、陳其寬共同設計)
- 1971年 廣播電視大廈
- 1971年 台視大樓第二期西側大樓
- 1971年 華視攝影大樓
- 1971年 北一女活動中心
- 1973年 聖約翰科技大學聖公會降臨堂
- 1973年 高雄農民銀行
- 1973年 楠梓加工出口區大會堂
- 1973年 台北海關大樓(今證券期貨大樓)
- 1973年 台北希爾頓大飯店（今台北凱撒大飯店）
- 1978年 高雄市四維國宅(與黃景芳共同設計)
- 1978年 國際青年活動中心
- 1978年 雲林縣政府辦公大樓(與張有德共同設計)
- 1978年 桃園國際機場第一航廈(與章翔共同設計)
- 1979年 彰化銀行台北大樓(與陳其寬共同設計)
- 1979年 彰化縣政府辦公大樓(與張有德共同設計)
- 1980年 台大男生宿舍
- 1981年 台視大樓第三期東側大樓
- 1981年 裕隆汽車三義廠
- 1981年 高雄華僑產物保險大樓
- 1981年 高雄前鎮國宅
- 1981年 阿里山國民旅舍
- 1982年 太平第一大樓
- 1985年 台北帝國大廈(與黃景芳共同設計)
- 1986年 永豐餘信誼大樓
- 1986年 台北世界貿易中心
- 1986年 中興紡織總部(今兆豐金控總部大樓)
- 1987年 科技大樓
- 1989年 台北國際會議中心
- 1989年 桃園第一高爾夫球場(與黃景芳共同設計)
- 1990年 台北凱悅大飯店(今台北君悅酒店)
- 1990年 台北車站(與郭茂林、陳其寬共同設計)
- 1990年 中和羊毛大樓(已拆除)
- 1990年 達欣工程總部大樓
- 1990年 汐止綠野山坡社區(與黃景芳共同設計)
- 1991年 台北美國學校(與陳勝彥共同設計)
- 1991年 國立中正大學共同教室
- 1992年 民生社區活動中心
- 1992年 台北捷運木柵線車站
- 1996年 凌陽科技大樓
- 1997年 淡水學院禮拜堂(與蔡榮堂共同設計)
- 1998年 國立臺灣大學新總圖書館
- 1999年 國立海洋生物博物館(與EHDD/潘冀共同設計)
- 1999年 國立臺灣大學體育館
- 2001年 國立台灣史前文化博物館(與Michael Graves共同設計)
- 2001年大連市天津街改造計畫(與陳勝彥共同設計)
- 2002年 花蓮海洋公園暨國際休閒渡假旅館(與陳勝彥共同設計)
- 2004年 國立嘉義大學圖書資訊大樓
- 華視電視製作大樓（與高而潘、丁達民共同設計）

## 作品集

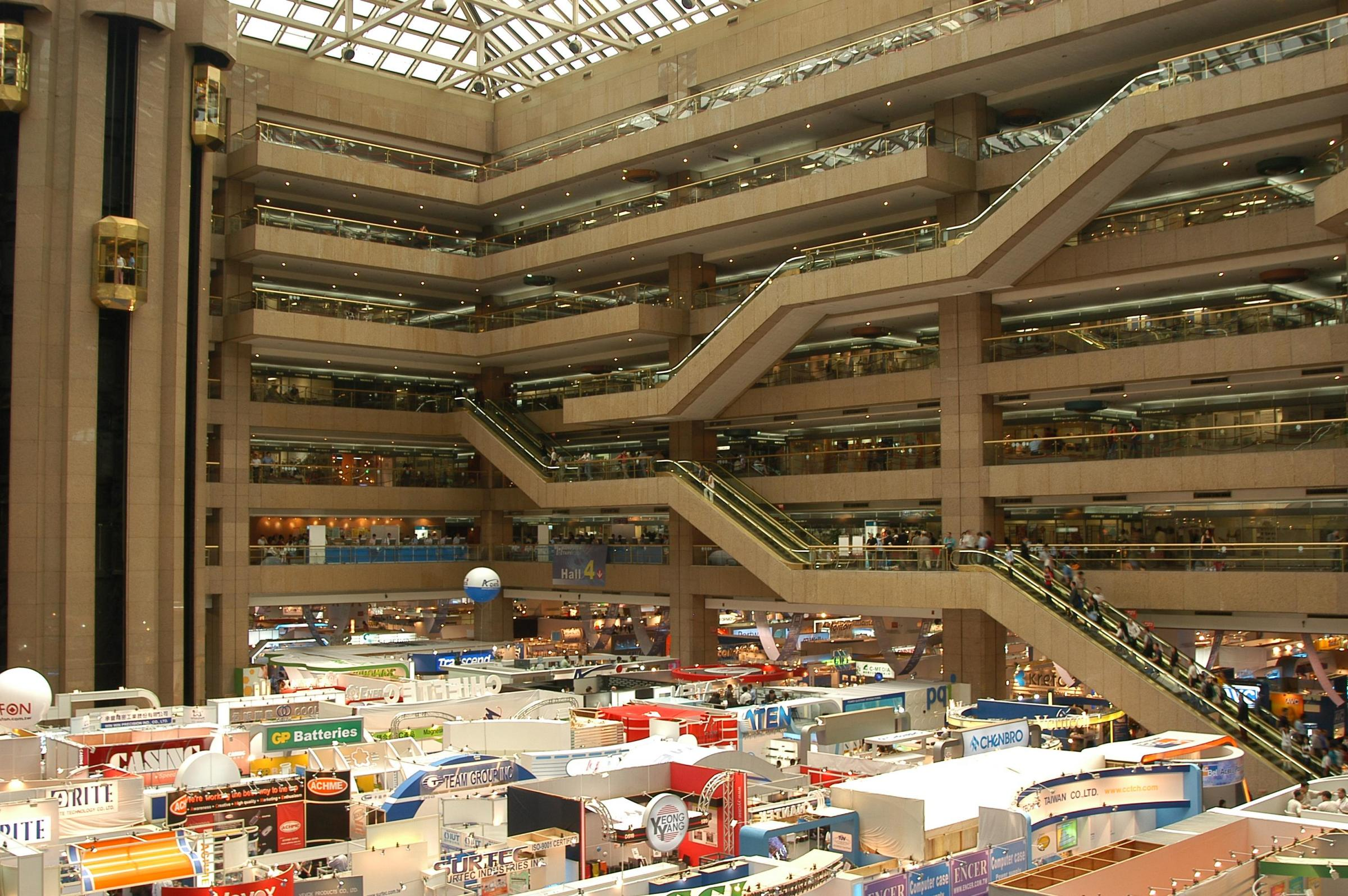
台北世界貿易中心展覽大堂
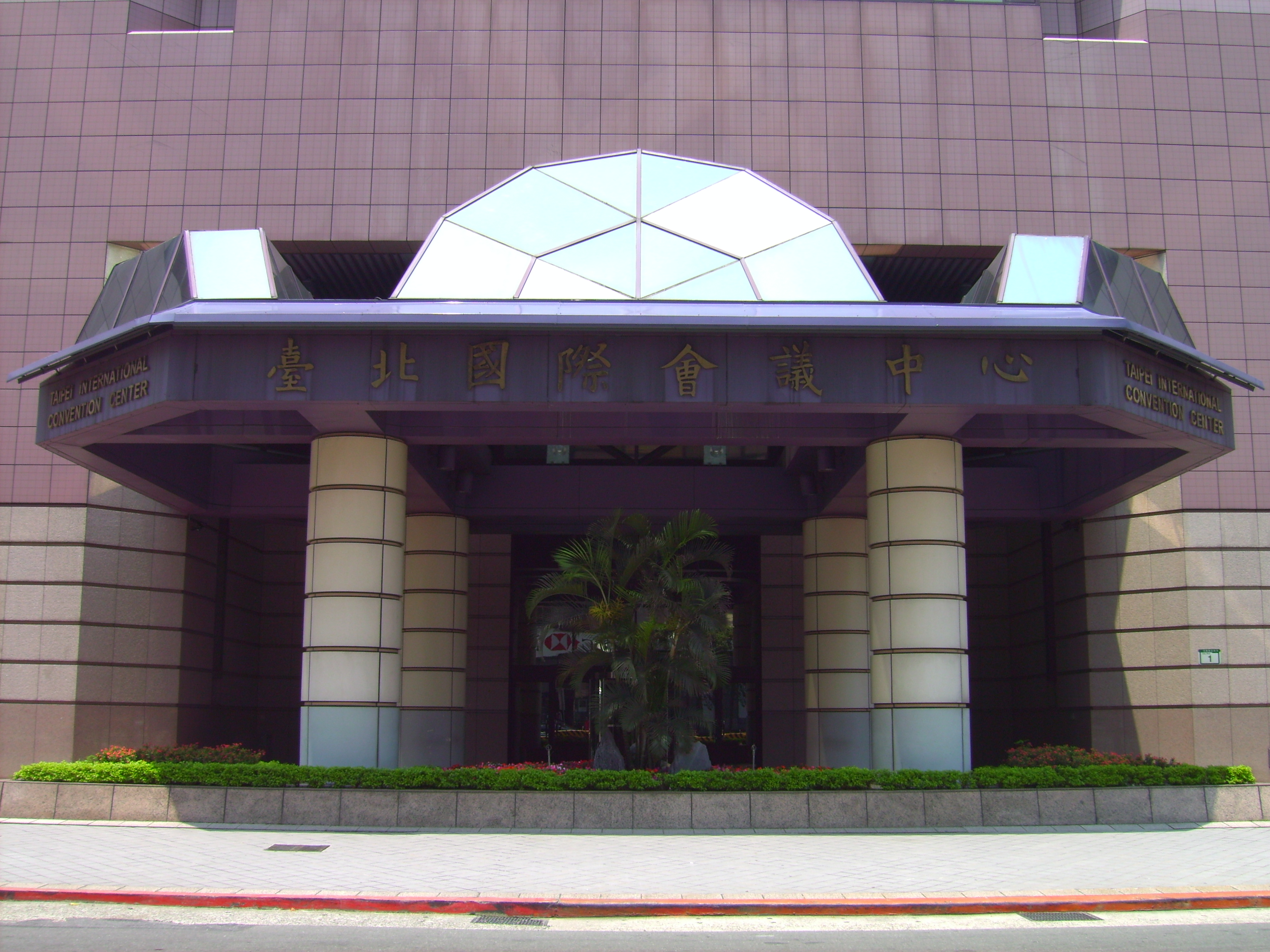
台北國際會議中心的信義路指標門
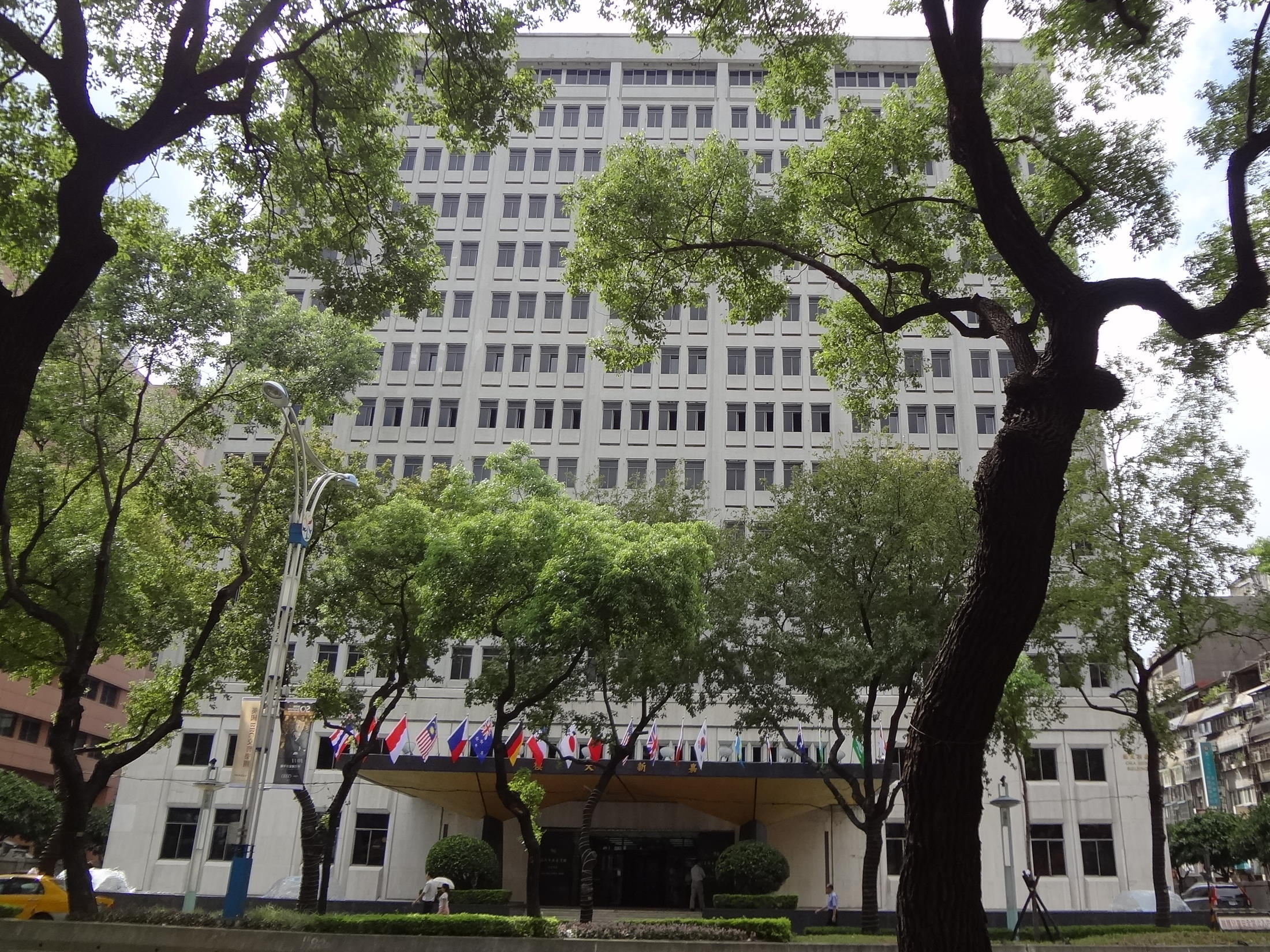
嘉新大樓
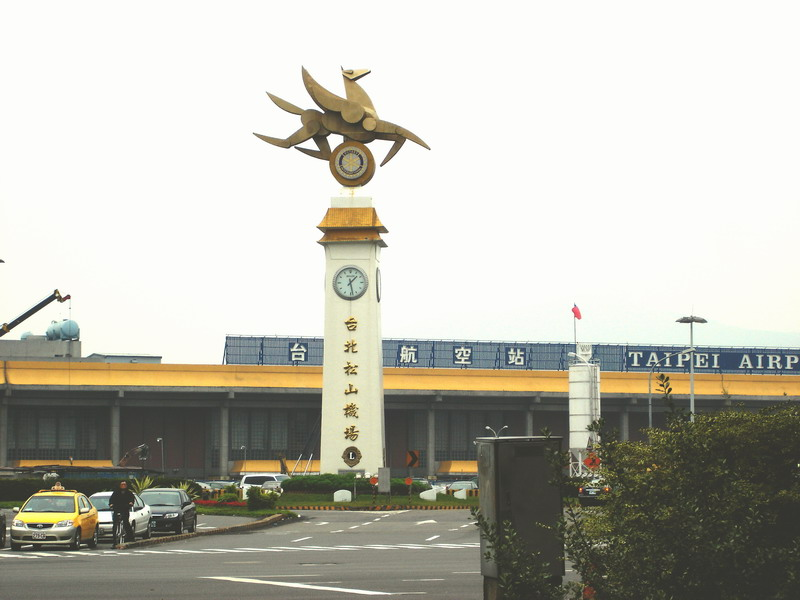
台北松山機場
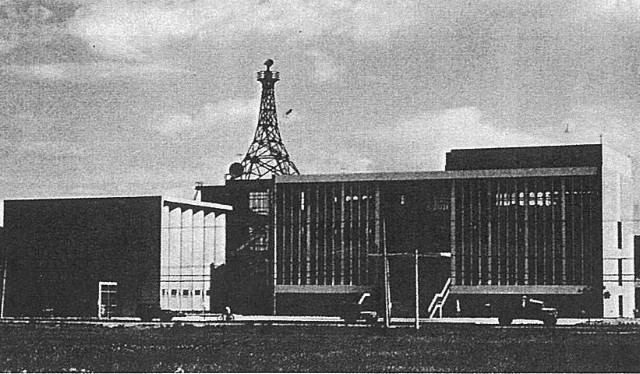
第一代台視大樓
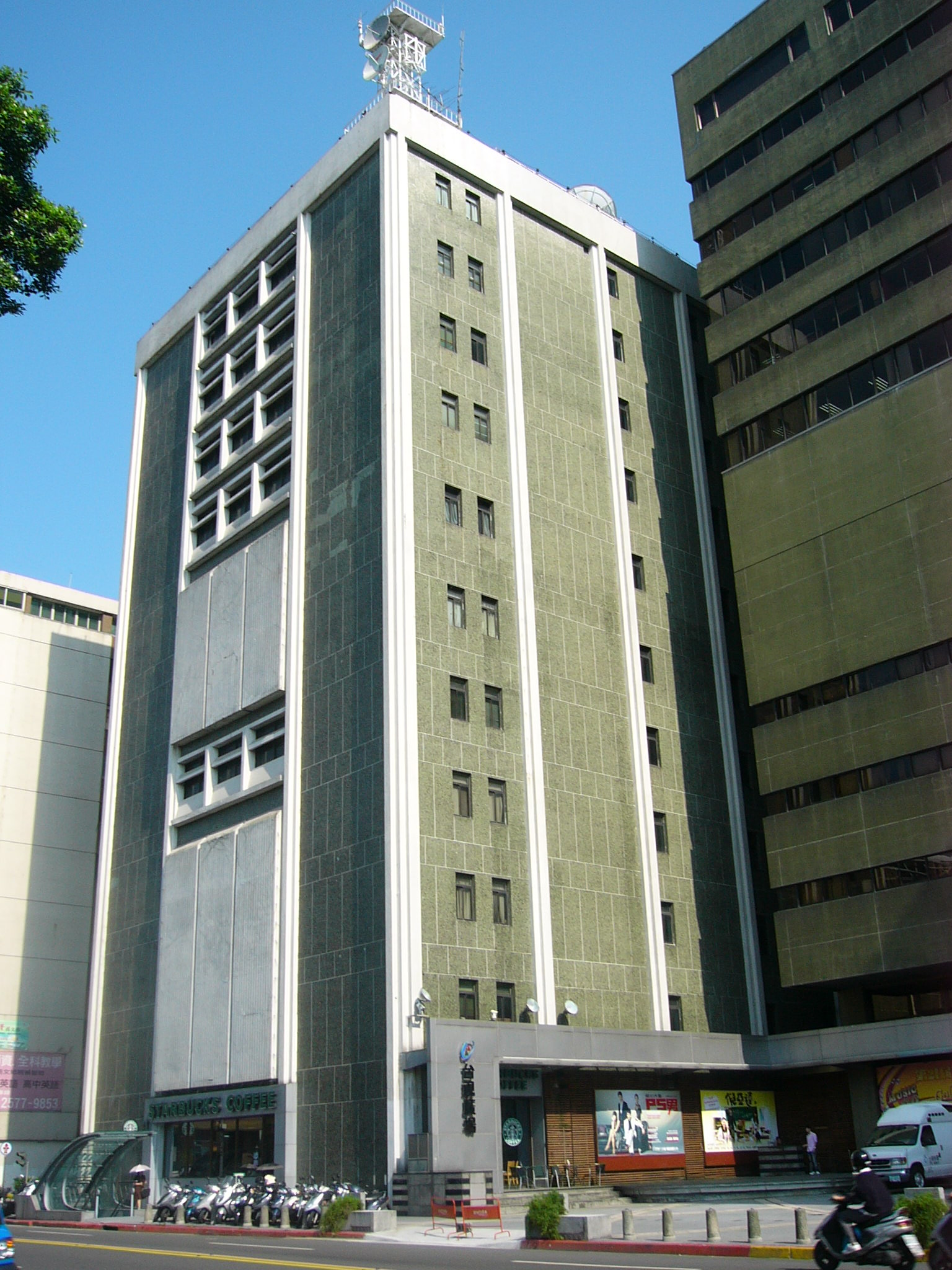
台視東翼大樓
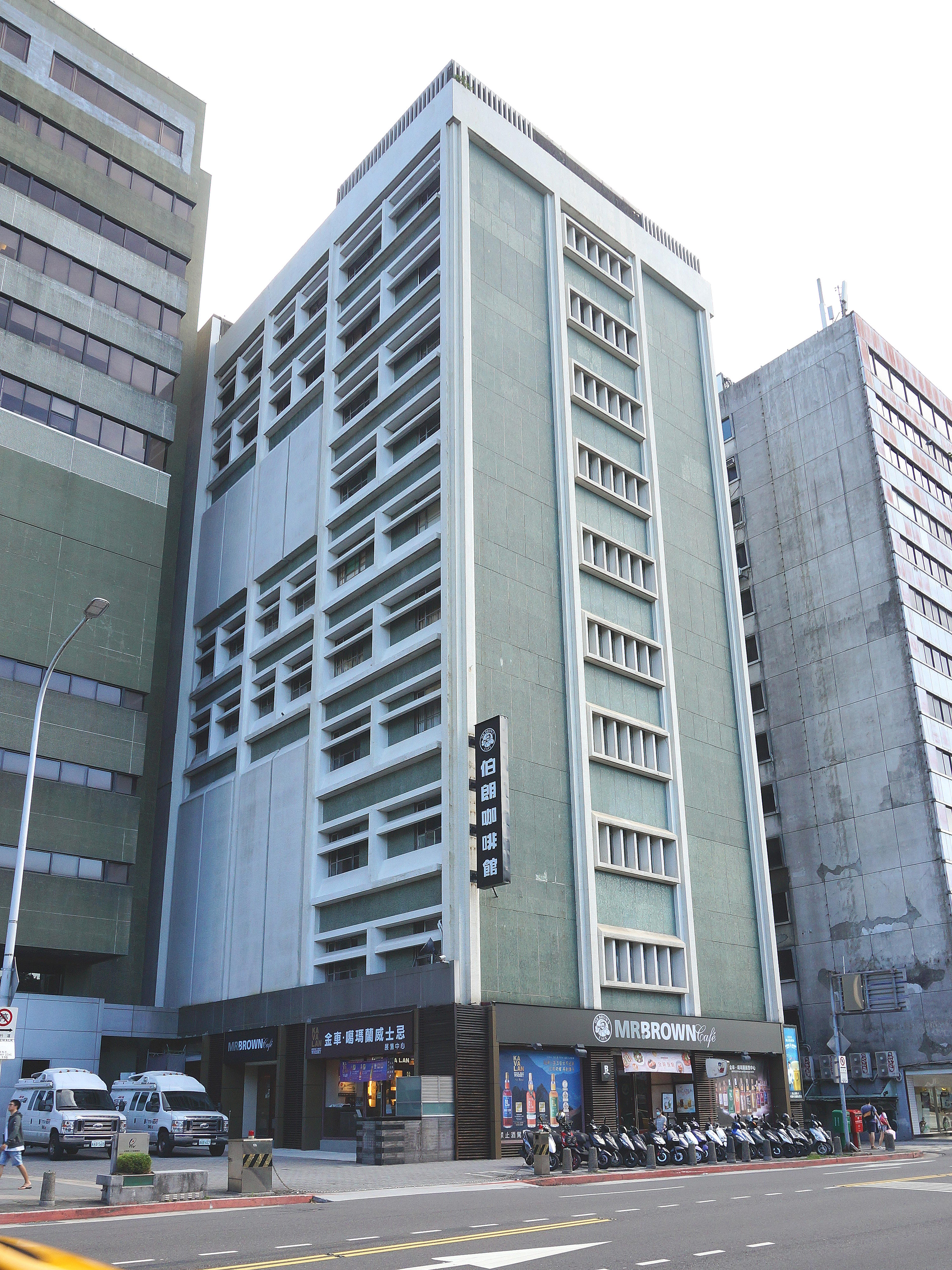
台視西翼大樓
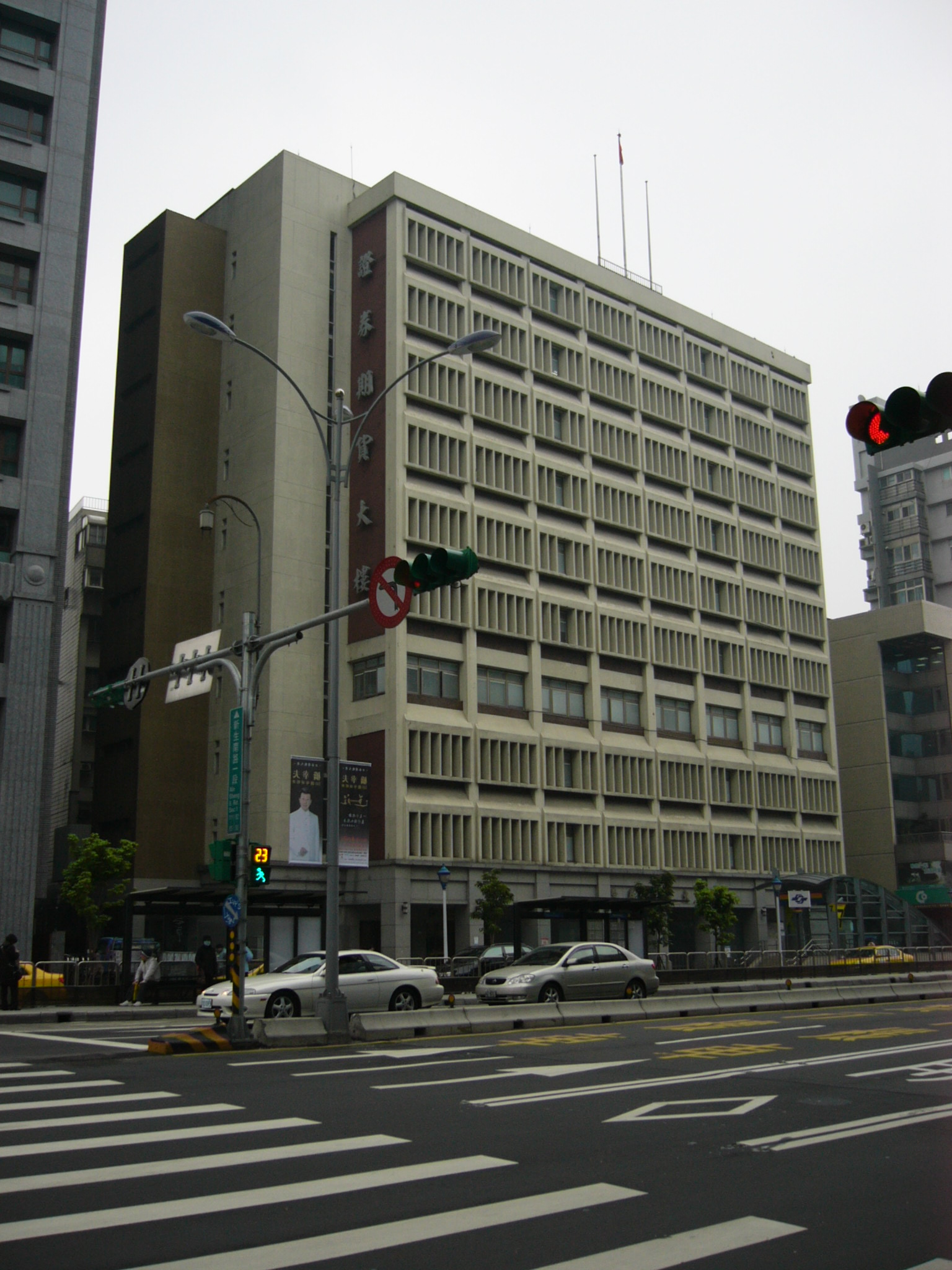
證券期貨大樓
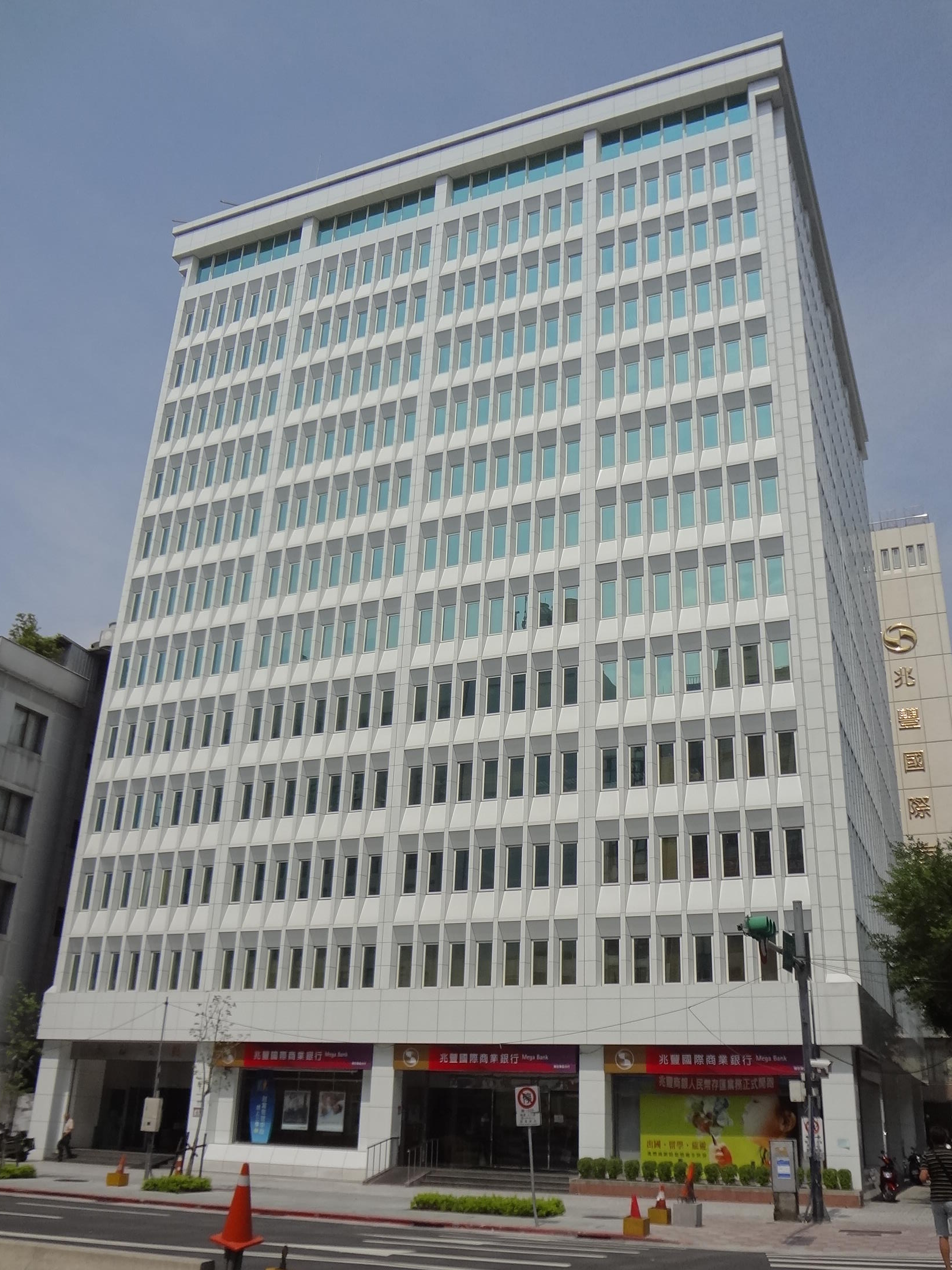
再保大樓
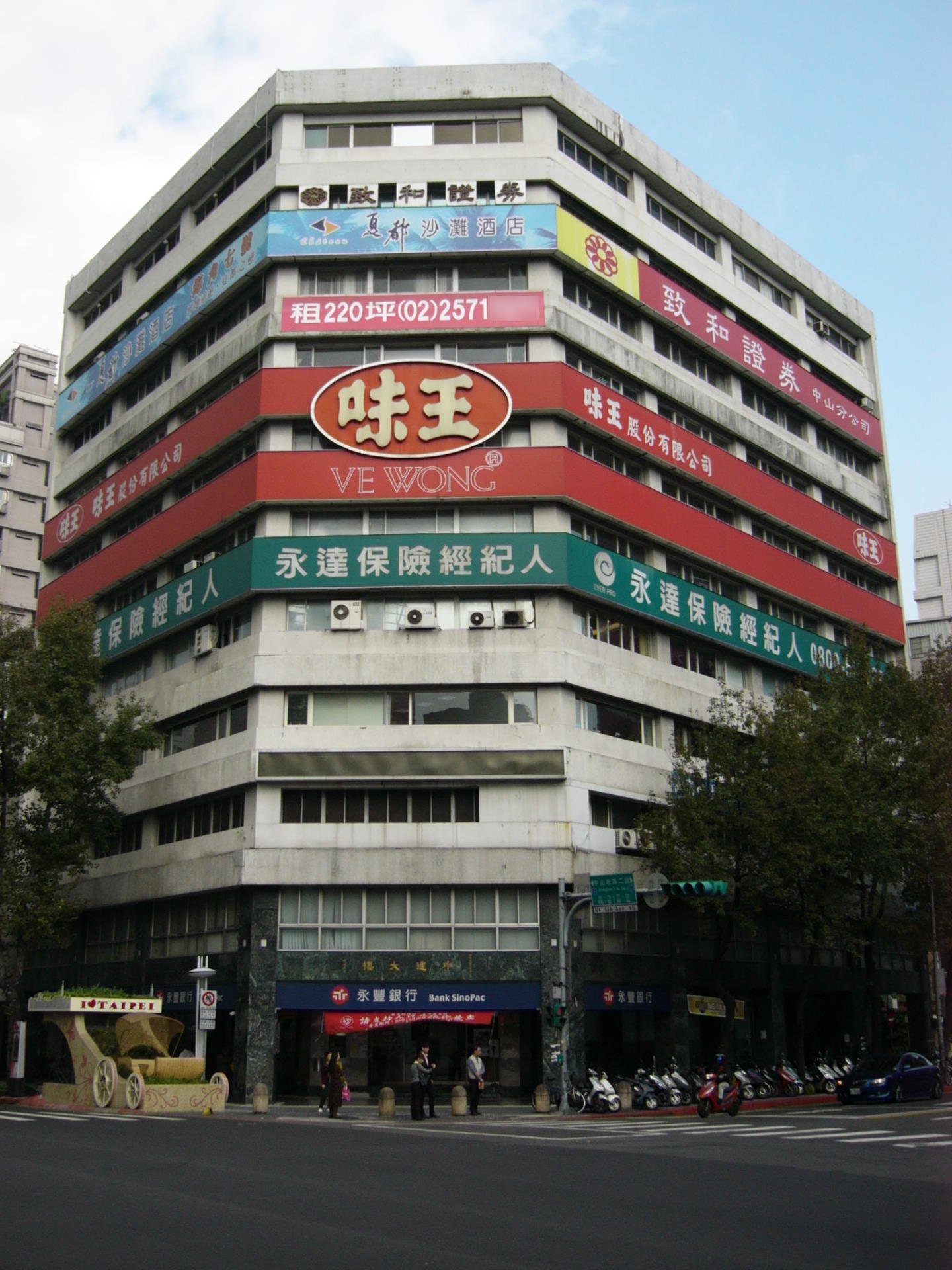
中建大樓
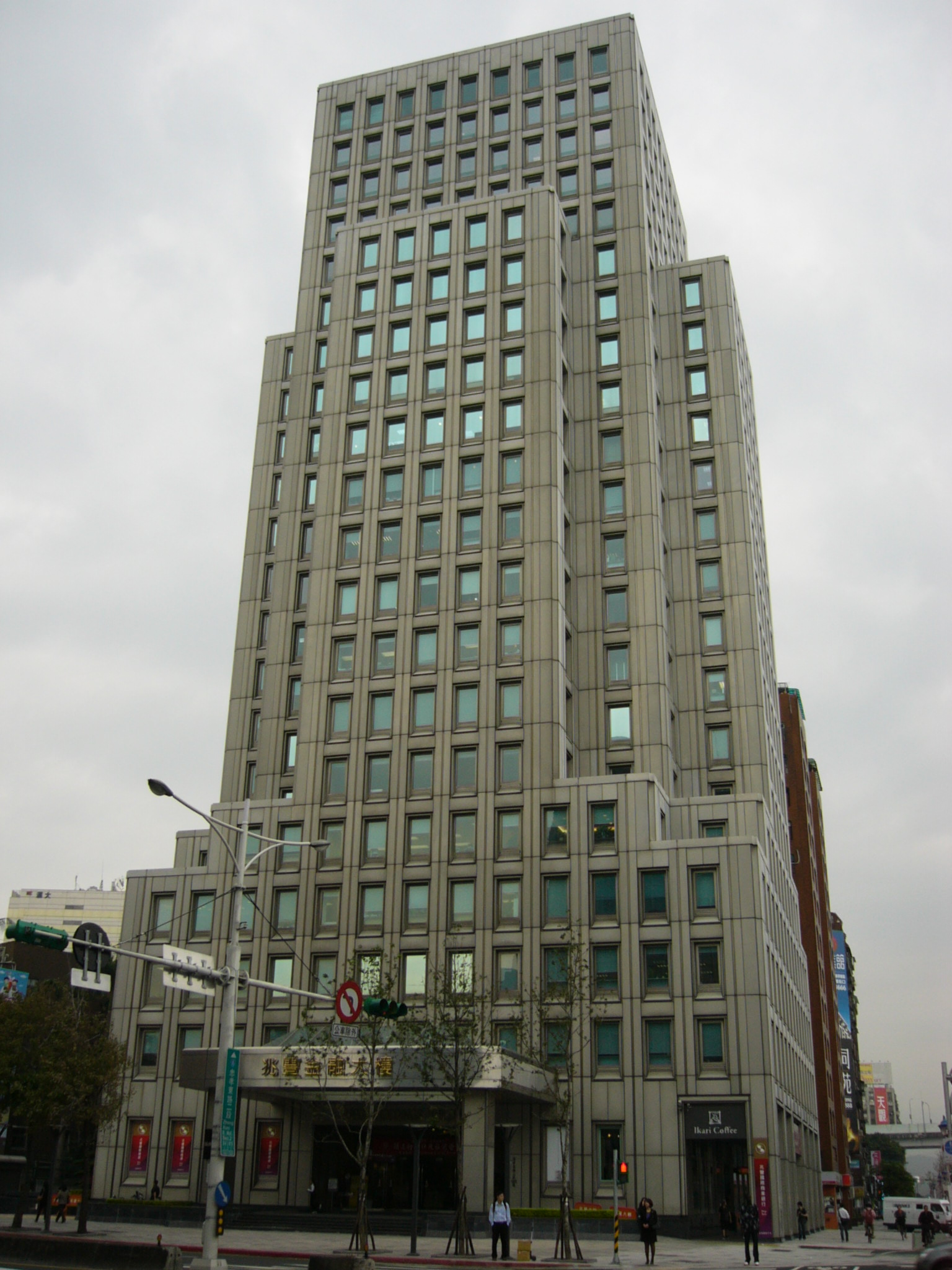
原中紡總部大樓，現為兆豐金控總部

## 註解
1. ↑  來自幼時本名「海戈」